# Zoltán Halász
Zoltán Halász (* 23. Juli 1960 in Szekszárd; † 9. August 2022) war ein ungarischer Radrennfahrer und nationaler Meister im Radsport.

## Sportliche Laufbahn
Halász (in deutschen Medien auch Zoltan Halasz geschrieben) war im Straßenradsport aktiv und  startete für den Verein Spartacus Szekszárd. Er war im Straßenradsport aktiv. Bereits in der Jugendklasse holte er seinen ersten nationalen Titel im Straßenrennen.
Halász war Teilnehmer der Olympischen Sommerspiele 1980 in Moskau. Dort wurde er im Straßenrennen als 40. klassiert. Mit der Mannschaft Ungarns belegte er im Mannschaftszeitfahren den 17. Platz. 1985 war er ungarischer Meister im Straßenrennen. Ebenfalls 1985 gewann er die Meisterschaft im Einzelzeitfahren. Auch im Querfeldeinrennen konnte Halász Meistertitel erringen; er gewann 1981–1982, 1984–1985 den Titel. 1979 wurde er Sieger der Internationalen Budapest-Rundfahrt. Weitere Erfolge waren seine Siege im Grand Prix Cycliste de Gemenc (jahrelang das wichtigste und international bestbesetzteste Radrennen in Ungarn) 1978 und im Mecsek-Cup und im Pannonia Cup 1979, beides Etappenrennen in Ungarn. Halász absolvierte mit der ungarischen Nationalmannschaft einige europäische Landesrundfahrten, wie die Österreich-Rundfahrt, die DDR-Rundfahrt und die Internationale Friedensfahrt. Letztere fuhr er insgesamt fünfmal, seine beste Platzierung war der 18. Platz 1983.

## Berufliches
Halász absolvierte eine Ausbildung zum Maschinenschlosser.

## Familiäres
Zoltán Halász ist der Bruder von László Halász, der ebenfalls als Radrennfahrer aktiv war. Ihr Vater war jahrelang als Mechaniker der ungarischen Nationalmannschaft tätig.